# Raoni Carneiro
Raoni Carneiro (São Bernardo do Campo, 23 de novembro de 1981) é um produtor, diretor, realizador cultural e mentor brasileiro com atuação na televisão, música, teatro e grandes eventos.
Em 2024, dirigiu a transmissão do show de Madonna na Praia de Copacabana, que reuniu mais de 1,6 milhão de espectadores, tornando-se um dos maiores eventos musicais já realizados no Brasil.
Com mais de 20 anos de experiência no setor de entretenimento é um dos principais diretores e executivos da indústria audiovisual do país.
Até janeiro de 2025, esteve à frente dos Estúdios Globo, como diretor de Gênero Música e Eventos, liderando a criação, a produção e o desenvolvimento de conteúdos para música, eventos e projetos especiais, além de explorar novas plataformas e formatos que expandem as fronteiras do entretenimento e de negócio.
No universo da música, Raoni foi o responsável pela direção artística de mega projetos como a turnê Nossa História de Sandy & Junior  e turnês e espetáculos de alguns dos maiores artistas do país, incluindo, Lulu Santos, Caetano Veloso (80 anos), Capital Inicial em NY, IZA e entre outros nomes. Sua atuação junto à Globo Internacional também possibilitou a produção de conteúdos musicais para audiências globais, ampliando seu impacto além das fronteiras brasileiras.
Como Diretor Artístico e Executivo dos Estúdios Globo, foi responsável pelas transmissões de festivais icônicos como Rock in Rio, The Town e Lollapalooza, foi responsável por superproduções como Criança Esperança, Show da Virada, Festeja, além de formatos originais como Hoje é dia das Crianças e SóTocaTop, programa que reuniu todo o mercado musical nas tarde de sábado. Foi o responsável pela realização do projeto Amigas na Rede Globo em 2024 e foi também Diretor Artístico das temporadas 2 e 3 do premiado programa Avisa-lá de Paulo Vieira e de outros formatos inéditos como Geladeiras em Ação de Claude Troigros.
No teatro, foi o produtor e realizador da peça A Tragédia de Romeu e Julieta que rendeu o Prêmio FEMSA de Melhor Produção, destacando seu olhar refinado para dramaturgia e cenografia.

## Biografia
Início como artista
Aos treze anos iniciou sua carreira no meio artístico. O primeiro passo foi junto ao grupo THESPIS, de teatro amador, na cidade de Itapetininga, interior de São Paulo. Dois anos depois seguiu para a capital paulista, onde se profissionalizou como ator no Teatro Escola Célia Helena. 
Início como diretor
Migrou sua carreira para Direção iniciando em peças de teatro e hoje é considerado uma dos grandes nomes da nova geração de diretores do mercado da musica no Brasil e da TV chegando a ser o diretor responsável por todo conteúdo de musica e eventos da globo até 2024. Aos 15 de idade deixou sua casa para seguir a carreira artística.
Estreia na TV
Estreou na televisão numa pequena participação no seriado Sandy & Junior. Atuou, produziu e dirigiu vários projetos.
Em 2009 foi o vencedor do Prêmio FEMSA na categoria de Melhor Produção com o espetáculo A Tragédia de Romeu e Julieta. Em 2011 lançou o disco da sua Banda Trupe intitulado Na Volta Que o Mundo Dá em parceria com a gravadora Sony Music, banda na qual era o vocalista. Em 2005 dirigiu seu primeiro espetáculo. A poucos anos migrou definitivamente sua carreira para direção participando dos maiores projetos de músicas no Brasil Chegando a ser o Diretor de Genero Musica e Eventos dos Estudios Globo até o ano de 2024.

### Vida pessoal
Cursou Letras pela USP e Direito pela Faap, mas não concluiu nenhum desses cursos. Em sua juventude, participava da prova do laço de boi, na época que vivia em uma fazenda de sua família na cidade de Itapetininga. Em 2006 começou a namorar a atriz Suzana Alves, ficando noivo dela em agosto de 2007, entretanto a relação terminou em julho de 2008. Logo após o término do noivado, namorou por um mês com a atriz Fernanda Souza. No mesmo ano de 2008, após o término do seu relacionamento, começou a namorar a atriz Fernanda Rodrigues. Com quatro meses de namoro, em janeiro de 2009, Fernanda engravidou, e eles decidiram morar juntos. Atualmente, são socios de uma fazenda de café na cidade de Paty de Alferes chamada Fazenda Nosso Vilarejo. O casal tem dois filhos: Luisa, nascida em 11 de dezembro de 2009, e Bento, nascido em 11 de fevereiro de 2016.

## Filmografia

### Televisão

#### Como Ator
| Ano  | Título               | Papel           | Nota                                 | Emissora |
| ---- | -------------------- | --------------- | ------------------------------------ | -------- |
| 2001 | Sandy & Junior       | Ernesto         | Episódio: "O CEMA Faz 100 Anos"      | TV Globo |
| 2003 | Agora É Que São Elas | Montanha        |                                      | TV Globo |
| 2004 | Seus Olhos           | Felipe          |                                      | SBT      |
| 2005 | A Lua me Disse       | Ramón           |                                      | TV Globo |
| 2006 | Linha Direta Justiça | Pardal          |                                      | TV Globo |
| 2007 | Amigas & Rivais      | Armando do Vale |                                      | SBT      |
| 2008 | Negócio da China     | Heraldinho      |                                      | TV Globo |
| 2009 | Geral.com            | Wilson Mota     | Episódios: "Tribos" "Ser ou Parecer" | TV Globo |
| 2010 | A Vida Alheia        | João            |                                      | TV Globo |
| 2011 | Malhação             | Rogério         |                                      | TV Globo |
| 2011 | Aquele Beijo         | Sebastião       |                                      | TV Globo |
| 2012 | Gabriela             | Osório          |                                      | TV Globo |

#### Como Diretor
| Ano         | Título                                                          | Função |
| ----------- | --------------------------------------------------------------- | --- |
| 2024        | Especial Amigas                                                 | Diretor Artístico |
| 2019        | Turnê Nossa História - Sandy & Junior                           | Diretor Geral |
| 2018        | Premio E-Sports Brasil - Aktuellmix / Go4it / Sportv (GLOBOSAT) | Diretor Geral / Diretor Artístico |
| 2018        | Show da Virada 2018 - Rede Globo                                | Diretor Geral / Diretor Artístico |
| 2018        | Prêmio Profissionais do Ano - Rede Globo                        | Diretor Geral / Diretor Artístico |
| 2018        | Festeja - Rede Globo                                            | Diretor Artístico |
| 2018        | Dona de Mim Tour Live - IZA - Show Turnê                        | Diretor Artístico |
| 2018        | Criança Esperança - Globo                                       | Diretor Geral |
| 2018        | Sem Cortes (Temporada 2) - Globo Portugal                       | Diretor Geral / Diretor Artístico |
| 2018        | Só Toca Top - Globo                                             | Diretor Geral / Diretor Artístico |
| 2018        | Sem Cortes (Temporada 1) - Globo Portugal                       | Diretor Geral / Diretor Artístico |
| 2017        | Show da Virada - Globo                                          | Diretor Geral do especial |
| 2017        | Prêmio E-Sports Brasil - Zero3 / Go4it / Sportv (GLOBOSAT)      | Diretor Geral / Diretor Artístico |
| 2017        | Festeja (Especial de Fim de Ano) - TV Globo                     | Diretor Geral do especial |
| 2017        | Sintonize - Globo Internacional                                 | Diretor Geral |
| 2017        | Prêmio Profissionais do Ano - Rede Globo                        | Diretor Geral / Diretor Artístico |
| 2017        | Planeta Brasil - Globo Internacional                            | Diretor Geral |
| 2017        | Criança Esperança - Globo                                       | Diretor Geral |
| 2017        | Prêmio Brasil Olímpico - COB                                    | Diretor Geral / Diretor Artístico |
| 2016        | Show da Virada - Globo                                          | Diretor artístico, com Cadu França e Ricardo Waddington                                                                                              |
| 2016        | Festeja - Globo                                                 | Diretor artístico, com Cadu França e Ricardo Waddington                                                                                              |
| 2016        | Alma Brasileira - DVD Diogo Nogueira                            | Diretor Geral do DVD - Diogo Nogueira - Universal Music Brasil                                                                                       |
| 2016        | Criança Esperança - Globo                                       | Diretor artístico, com Rafael Dragaud, Cadu França e Ricardo Waddington                                                                              |
| 2016        | Clássico - Chitãozinho e Xororó e Bruno e Marrone               | Diretor Geral do DVD - Chitãozinho e Xororó e Bruno e Marrone - Universal Music Brasil                                                               |
| 2016        | 50/50 - Gusttavo Lima                                           | Diretor Geral do DVD - Gusttavo Lima - Som Livre |
| 2016        | DVD Amanhecer - Paula Fernandes                                 | Diretor Geral do DVD - Paula Fernandes - Universal Music Brasil                                                                                      |
| 2015        | Show da Virada 2015 - Globo                                     | Diretor Geral |
| 2015        | Meu Canto - Sandy                                               | Diretor do segundo DVD solo da cantora Sandy. |
| 2015        | Show da Virada - Globo                                          | Diretor geral do especial, com Ricardo Waddington |
| 2015        | Presente de Natal - Globo                                       | Diretor geral do especial |
| 2015        | Festeja - Globo                                                 | Diretor geral do especial, com Ricardo Waddington |
| 2015        | Criança Esperança - Globo                                       | Diretor artístico, com Rafael Dragaud, Helio Vargas, Emerson Muzelli, Dennis Carvalho e Ricardo Waddington                                           |
| 2015        | Acústico em Nova Iorque - Capital Inicial                       | Diretor Geral do DVD - Capital Inicial - Sony Music Brasil                                                                                           |
| 2015        | Lollapalooza Brasil - Globo                                     | Diretor Transmissão, com Luiz Gleiser Shows: Robert Plant and The Sensational Space Shifters Jack White Interpol Foster The People Pharrell Williams |
| 2015        | NATIRUTS - CLÁSSICOS REGGAE BRASIL                              | Diretor Geral DVD NATIRUTS - Clássicos Reggae Brasil - Salvador BA                                                                                   |
| 2014        | Show da Virada - Globo                                          | Diretor do especial, com Cacá Silveira e Luiz Gleiser.                                                                                               |
| 2014        | Especial Roberto Carlos - Globo                                 | Diretor do especial, com Cacá Silveira e Luiz Gleiser                                                                                                |
| 2014        | Your Songs - Daniel Boaventura                                  | Diretor geral DVD - Daniel Boaventura - Sony Music Brasil                                                                                            |
| 2014        | DVD Fresno                                                      | Diretor geral DVD banda FRESNO - Sony Music Brasil                                                                                                   |
| 2014        | UP FRONT VEVO BRASIL 2015                                       | Diretor artístico UP FRONT VEVO BRASIL 2015 |
| 2014        | Meu Lugar                                                       | Diretor do 1° DVD da Anitta |
| 2011        | Onde Está Você Agora (TEATRO)                                   | de Regiana Antonini. Com Rafael Zulu e Thiago Gagliasso. Turnê Nacional                                                                              |
| 2011        | Fica Frio (TEATRO)                                              | de Mario Bortolotto. Com Kayky Brito, Germano Pereira e Marauê Carneiro. Turnê Nacional                                                              |
| 2009        | Entre Quatro Paredes (TEATRO)                                   | de Jean Paul-Sartre. Com Vitor Morbim, Mariana Leme, Murilo Salles e Mariana Vaz. TEMPORADA: Rio de Janeiro                                          |
| 2004 - 2005 | Quarto de Estudante (TEATRO)                                    | de Roberto Freire, em parceria com o ator Paulo Vilhena. Com os atores Marauê Carneiro e José Trassi. TEMPORADA: São Paulo e Rio de Janeiro          |

## Cinema
| Ano  | Título                 | Personagem |
| ---- | ---------------------- | ---------- |
| 2011 | Família Vende Tudo     |            |
| 2007 | Falsa Loura            |            |
| 2006 | Estranho Jeito de Amar | Guilherme  |

## Teatro
| Ano       | Título                              | Direção                                                                        |
| --------- | ----------------------------------- | ------------------------------------------------------------------------------ |
| 2012      | Maratona de Nova York               | de Edoado Erba e direção de Bel Kutner.                                        |
| 2009      | A Tragédia de Romeu e Julieta       | de William Shakespeare direção de Marcelo Lazzaratto.                          |
| 2007-2008 | O Santo Parto                       | de Lauro César Muniz e direção de Bárbara Bruno.                               |
| 2007-2008 | Motel Paradiso                      | de Juca de Oliveira e direção de Roberto Lage.                                 |
| 2006      | Beijos de Verão                     | de Domingos Oliveira e direção de Eduardo Wotzik.                              |
| 2005      | Maratona de Nova York               | de Edoado Erba e direção de Marcelo Lazzaratto.                                |
| 2003-2004 | Confidências e Confusões Masculinas | de Gustavo Reise direção de Leandro Neri.                                      |
| 2002      | Socorro! Mamãe Foi Embora!          | de Benedito Rui Barbosa direção de José Wilker.                                |
| 2000-2001 | Vem Buscar-me Que Ainda Sou Teu     | de Carlos Alberto Sofredini direção de Nelson Baskerville.                     |
| 1999-2000 | Rei Lear (montagem Raul Cortez)     | de William Shakespeare direção de Ron Daniels.                                 |
| 1999      | Romeu e Julieta                     | de William Shakespeare direção de Marcelo Lazzaratto.                          |
| 1998      | As Meninas de Nelson                | Adaptação e Direção de Nelson Baskerville baseado na obra de Nelson Rodrigues. |

## Produtor
| Ano       | Título                                     | Direção                                                    |
| --------- | ------------------------------------------ | ---------------------------------------------------------- |
| 2011      | Fica Frio                                  | de Mario Bortolotto.                                       |
| 2009      | A Tragédia de Romeu e Julieta              | de William Shakespeare direção de Marcelo Lazzaratto.      |
| 2005-2010 | Banda Trupe                                | -----                                                      |
| 2005-2008 | Projeto Sarau: Noites de Música Brasileira | -----                                                      |
| 2005      | Maratona de Nova York                      | de Edoado Erba e direção de Marcelo Lazzaratto.            |
| 2003-2004 | Confidências e Confusões Masculinas        | de Gustavo Reiz direção de Leandro Neri.                   |
| 2000-2001 | Vem Buscar-me Que Ainda Sou Teu            | de Carlos Alberto Sofredini direção de Nelson Baskerville. |

## Prêmios e indicações
| Ano  | Prêmio                                            | Categoria               | Trabalho Indicado               | Resultado | Ref. |
| ---- | ------------------------------------------------- | ----------------------- | ------------------------------- | --------- | ---- |
| 2009 | Prêmio FEMSA                                      | Melhor Produção         | A Tragédia de Romeu e Julieta   | Venceu    |      |
| 2001 | Prêmio Festival Nacional de Teatro de Guaçuí - ES | Melhor Ator Coadjuvante | Vem Buscar-me Que Ainda Sou Teu | Venceu    |      |